# Stazione di San Martino di Lupari
La stazione di San Martino di Lupari è una fermata ferroviaria posta sulla linea Vicenza-Treviso. Serve il centro abitato di San Martino di Lupari.

## Movimento
La stazione è servita da treni regionali svolti da Trenitalia nell'ambito del contratto di servizio stipulato con le regioni interessate.